# Mary Brunner
Pour les articles homonymes, voir Brunner.
Mary Theresa Brunner (née le 17 décembre 1943 à Eau Claire dans le Wisconsin) est la première compagne du criminel Charles Manson. 
Elle est présente lors de l'assassinat de Gary Allen Hinman, un musicien Californien et doctorant de l'Université de Californie à Los Angeles en sociologie,. Elle fut arrêtée pour vol de carte de crédit, vol à main armée, et fit de la prison au California Institute for Women.
Le 15 avril 1968, elle accouche de Valentine Michael (« Pooh Bear ») à Topanga placé plus tard à l'hôpital général du comté de Ventura avant d'être confié à ses grands-parents maternels. On l'appelle : "Marioche", "Och", "Mother Mary", "Mary Manson", "Linda Dee Manson" et "Christine Marie Euchts". 

## Dans la culture populaire
En 2018, Suki Waterhouse l'interprète dans le long métrage Charlie Says de Mary Harron.